# Gigi Causey
Gigi Causey é uma produtora cinematográfica e produtora de televisão americana. Como reconhecimento, foi nomeada ao Oscar 2012 na categoria de Melhor Curta-metragem por Time Freak.